# Salmo macrostigma
Salmo macrostigma é uma espécie de peixe da família Salmonidae.
É endémica de Argélia. Os seus habitats naturais são: rios.